# Идеальный цифровой инвариант
Идеальный цифровой инвариант (ИЦИ, англ. PDDI, perfect digit-to-digit invariant) (известен также под именем число Мюнхаузена) — это натуральное число, равное сумме цифр, каждая цифра возводится в степень, равную этой цифре.
{\displaystyle n=d_{k}^{d_{k}}+d_{k-1}^{d_{k-1}}+\dots +d_{2}^{d_{2}}+d_{1}^{d_{1}}\,.}
0 и 1 являются ИЦИ по любому основанию (при соглашении, что 00 = 0). Кроме 0 и 1, существует только два ИЦИ в десятичной системе, 3435 и 438579088 (последовательность A046253 в OEIS). Заметим, что второе из этих чисел является ИЦИ только при соглашении, что 00 = 0, но это стандартное соглашение в этой области.
{\displaystyle 3^{3}+4^{4}+3^{3}+5^{5}=27+256+27+3125=3435}

{\displaystyle 4^{4}+3^{3}+8^{8}+5^{5}+7^{7}+9^{9}+0^{0}+8^{8}+8^{8}}
{\displaystyle =256+27+16777216+3125+823543+387420489+0+16777216+16777216=438579088}
Более обще, существует конечное число ИЦИ по любому основанию. Это можно доказать следующим образом:
Пусть дано основание {\displaystyle b}. Любой ИЦИ {\displaystyle n} по основанию {\displaystyle b} равно сумме цифр и каждая цифра возведена в степень, равную этой цифре. Эта сумма меньше либо равна {\displaystyle a(b-1)^{b-1}}, где {\displaystyle a} — число цифр в {\displaystyle n}, поскольку {\displaystyle b-1} является наибольшей возможной цифрой по основанию {\displaystyle b}. Тогда,
{\displaystyle a(b-1)^{b-1}\geq n\geq b^{a-1}.}
Выражение {\displaystyle a(b-1)^{b-1}} растёт линейно от {\displaystyle a}, а выражение {\displaystyle b^{a-1}} растёт экспоненциально от {\displaystyle a}. Так что существует некоторое число {\displaystyle k>0}, такое, что
{\displaystyle \forall a\geq k,\,\,a(b-1)^{b-1}<b^{a-1}.}
Существует конечное число натуральных чисел {\displaystyle n}, имеющих менее k цифр, так что существует конечное число натуральных чисел {\displaystyle n}, удовлетворяющих первому неравенству. Таким образом, существует конечное число ИЦИ по основанию {\displaystyle b}.
Ниже нижний индекс у числа показывает основание счисления.
По всем основаниям 1 является ИЦИ.

По основанию 3 существует 2 ИЦИ, а именно 123 и 223. (510 и 810)

По основанию 4 существует 2 ИЦИ, а именно 1314 и 3134  (2910 и 5510)

По основанию 6 существует 2 ИЦИ, а именно 223526 и 234526 (316410 и 341610)

По основанию 7 существует 1 ИЦИ, а именно 134547 (366510)

По основанию 9 существует 3 ИЦИ, а именно 319, 1562629 и 16565479  (2810, 9644610 и 92336210)

При соглашении {\displaystyle 0^{0}=0} следующие числа являются ИЦИ
По всем основаниям 0 является ИЦИ.

По основанию 4 существует один дополнительный ИЦИ, а именно 1304 (2810)

По основанию 5 существует 2 ИЦИ, а именно 1035 и 20245  (2810 и 26410)

По основанию 8 существует 2 ИЦИ, а именно 4008 и 4018 (25610 и 25710)

По основанию 9 существует 3 дополнительных ИЦИ, а именно 309, 16470639 и 346640849 (2710, 917.13910 и 16.871.32310)